# 犬飼建設
犬飼建設株式会社（いぬかいけんせつ） は、愛知県名古屋市港区明正に本社を置く建設工事および砂利、砂の製造販売を行う建設会社である。

## 沿革
- 1888年01月 - 創業。庄内川に砂採取場開設。
- 1948年06月 - 庄内川砂利株式会社に改組。
- 1964年11月 - 株式会社犬飼商会に社名変更。
- 1975年08月 - 現在の社名に変更。

## 特徴
- 建設部門
  - （官庁工事）道路/河川/港湾/造園/管工事
  - （民間工事）駐車場工事/宅地造成・土留/土間工事/外構工事

- 骨材生産部門 - 愛知県愛西市の工場で砂利・砂を生産し、生コン会社・スタジアム・ゴルフ場等に販売している。

## 主な商品
- 焼砂（乾燥砂） (1mm) ：高温で焼かれた砂。芝生のメンテナンス等に使用される。
- 粗砂 (0〜5mm)
- 砂利 (5〜10mm、25mm)
- 山砂
- 山土
- 畑土・耕土